# Réserves naturelles de Tunisie

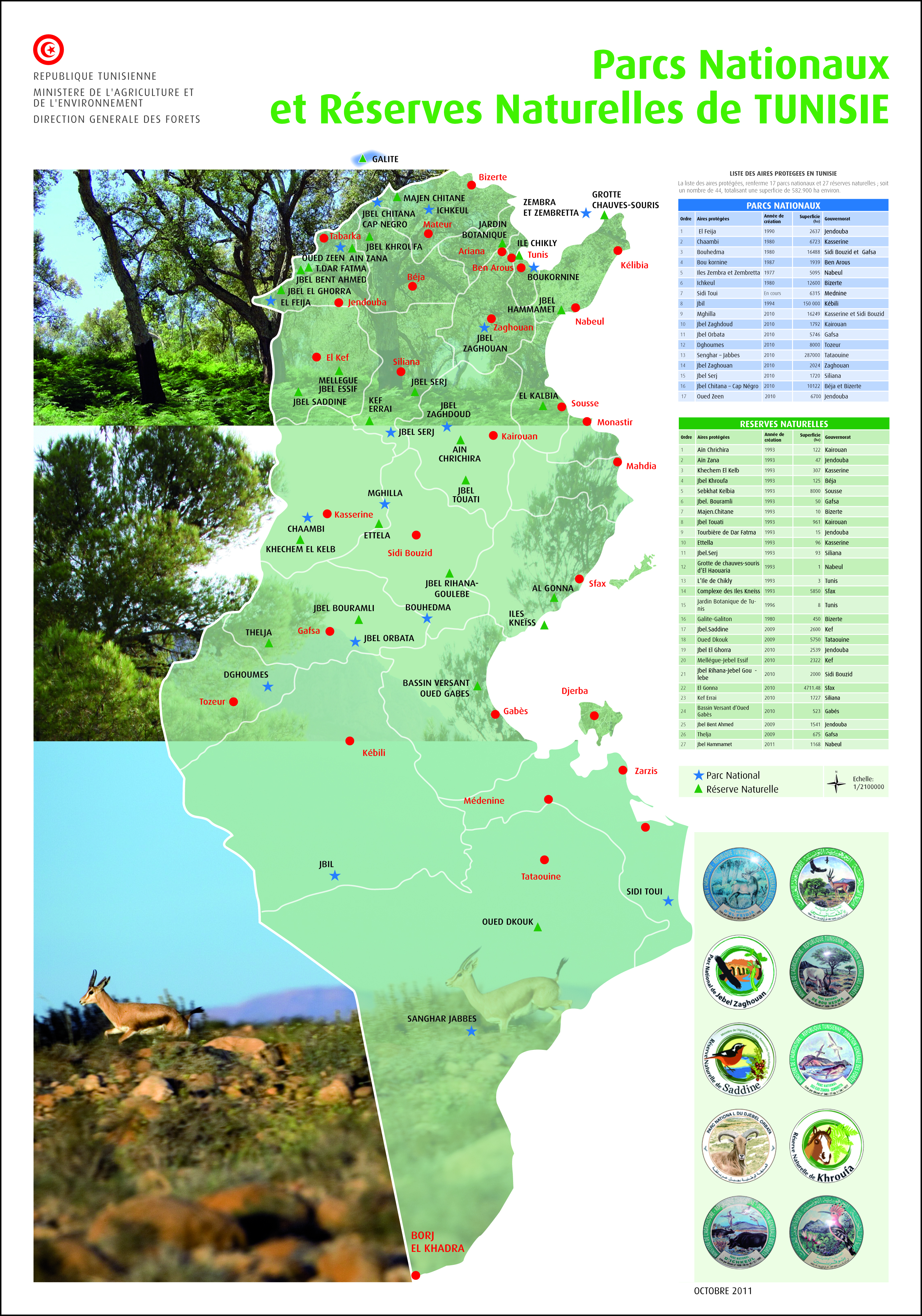
Liste des parcs nationaux et réserves naturelles de Tunisie en 2011.

Les réserves naturelles de Tunisie sont au nombre de 27 en 2015.

## Liste
| N° | Image                     | Réserve                        | Année de création | Superficie (ha) | Gouvernorat |
| -- | ------------------------- | ------------------------------ | ----------------- | --------------- | ----------- |
| 1  | Aïn Chrichira             | Aïn Chrichira                  | 1993              | 122             | Kairouan    |
| 2  |                           | Aïn Zana                       | 1993              | 47              | Jendouba    |
| 3  |                           | Khechem El Kelb                | 1993              | 307             | Kasserine   |
| 4  |                           | Djebel Khroufa                 | 1993              | 125             | Béja        |
| 5  | Sebkha Kelbia             | Sebkha Kelbia                  | 1993              | 8 000           | Sousse      |
| 6  | Djebel Bouramli           | Djebel Bouramli                | 1993              | 50              | Gafsa       |
| 7  | Mejen Ech Chitan          | Mejen Ech Chitan               | 1993              | 10              | Bizerte     |
| 8  |                           | Djebel Touati                  | 1993              | 961             | Kairouan    |
| 9  |                           | Tourbières de Dar Fatma        | 1993              | 15              | Jendouba    |
| 10 |                           | Ettella                        | 1993              | 96              | Kasserine   |
| 11 | Djebel Serj               | Djebel Serj                    | 1993              | 93              | Siliana     |
| 12 | Grotte des Chauves-souris | Grotte des Chauves-souris      | 1993              | 1               | Nabeul      |
| 13 | Île de Chikly             | Île de Chikly                  | 1993              | 3               | Tunis       |
| 14 | Îles Kneiss               | Îles Kneiss                    | 1993              | 5 850           | Sfax        |
| 15 | Jardin botanique de Tunis | Jardin botanique de Tunis      | 1996              | 8               | Tunis       |
| 16 | Galite-Galiton            | Galite-Galiton                 | 1980              | 450             | Bizerte     |
| 17 | Djebel Saddine            | Djebel Saddine                 | 2009              | 2 600           | Kef         |
| 18 |                           | Oued Dkouk                     | 2009              | 5 750           | Tataouine   |
| 19 | Djebel Ghorra             | Djebel Ghorra                  | 2010              | 2 539           | Jendouba    |
| 20 |                           | Mellègue-Djebel Essif          | 2010              | 2 322           | Kef         |
| 21 |                           | Djebel Rihana-Djebel Goulèbe   | 2010              | 2 000           | Sidi Bouzid |
| 22 |                           | El Gonna                       | 2010              | 4 711,48        | Sfax        |
| 23 |                           | Kef Errai                      | 2010              | 1 727           | Siliana     |
| 24 |                           | Bassin versant de l'oued Gabès | 2010              | 523             | Gabès       |
| 25 |                           | Djebel Bent Ahmed              | 2009              | 1 541           | Jendouba    |
| 26 | Thelja                    | Thelja                         | 2009              | 675             | Gafsa       |
| 27 |                           | Djebel Hammamet                | 2011              | 1 168           | Nabeul      |